# Carlisle, Iowa
Carlisle är en ort i Warren County i delstaten Iowa, USA.